# لایشترفلد-شاکسدورف
لایشترفلد-شاکسدورف (به آلمانی: Lichterfeld-Schacksdorf) یک شهر در آلمان است که در البه-الشتر واقع شده‌است. لایشترفلد-شاکسدورف ۱٬۱۹۳ نفر جمعیت دارد.